# Utvrda Belecgrad
Srednjovjekovna utvrda Belecgrad je višeslojni objekt u gradu Zlataru.

## Opis
Ostaci srednjovjekovne utvrde Belecgrad nalaze se na jugozapadnim obroncima Ivanščice, na oko 3 km sjeverno od današnjeg naselja Belec. Trapezoidnog tlocrta položena je u smjeru sjeverozapad-jugoistok na hrptu brijega od 580 m nadmorske visine, nepristupačnom sa sjeverne, istočne i južne strane. Jezgru utvrde činio je dvokatni palas u krajnjem sjevernom djelu, objekt na istočnoj strani i obrambeni bedemi. Gradnja utvrde datira se na prijelaz 13. u 14. stoljeća. U povijesnim izvorima prvi put se spominje 1334., kao „castrum Belech“. Napuštena je polovicom 18. stoljeća. Po svojoj unutarnjoj organizaciji pripada skupini jednostavnijih utvrda, dok je svojim prostornim položajem imala bitno strateško značenje i ubraja se, kao središnja, u granične utvrde smještene na južnoj strani najduže i najviše planine u sjevernoj Hrvatskoj.

## Vanjske poveznice
- Utvrda Belecgrad  Arhivirana inačica izvorne stranice od 16. siječnja 2023. (Wayback Machine)
- Turistička zajednica Grada Zlatara / Baština i lokaliteti: Belecgrad  Arhivirana inačica izvorne stranice od 19. travnja 2021. (Wayback Machine)
- Planinarenje.hr – Belec » Belecgrad » Babin Zub » Belige » Ivanščica